# Laxenecera
Laxenecera är ett släkte av tvåvingar. Laxenecera ingår i familjen rovflugor.

## Dottertaxa tillLaxenecera, i alfabetisk ordning[1]
- Laxenecera abdominalis
- Laxenecera albibarbis
- Laxenecera albicincta
- Laxenecera andrenoides
- Laxenecera argira
- Laxenecera auribarba
- Laxenecera auricomata
- Laxenecera auripes
- Laxenecera bengalensis
- Laxenecera chapini
- Laxenecera chrysonema
- Laxenecera cooksoni
- Laxenecera dasypoda
- Laxenecera dimidiata
- Laxenecera engeli
- Laxenecera flavibarbis
- Laxenecera francoisi
- Laxenecera gymna
- Laxenecera langi
- Laxenecera macquarti
- Laxenecera misema
- Laxenecera moialeana
- Laxenecera mollis
- Laxenecera nigrociliata
- Laxenecera niveibarba
- Laxenecera nuptialis
- Laxenecera pulchella
- Laxenecera rufitarssi
- Laxenecera scopifera
- Laxenecera serpentina
- Laxenecera sexfasciata
- Laxenecera sororcula
- Laxenecera tristis